# Saint-Florentin (Yonne)
Saint-Florentin – miejscowość i gmina we Francji, w regionie Burgundia-Franche-Comté, w departamencie Yonne.
Według danych na rok 1990 gminę zamieszkiwały 6433 osoby, a gęstość zaludnienia wynosiła 225 osób/km² (wśród 2044 gmin Burgundii Saint-Florentin plasuje się na 31. miejscu pod względem liczby ludności, natomiast pod względem powierzchni na miejscu 202.).